# Echinothrips
Echinothrips är ett släkte av insekter som beskrevs av Dudley Moulton 1911. Echinothrips ingår i familjen smaltripsar.
Kladogram enligt Catalogue of Life och Dyntaxa:
| Echinothrips | \| \| Echinothrips americanus \| \| \| \| \| \| Echinothrips floridensis \| \| \| \| \| \| Echinothrips subflavus \| \| \| \| |
|              | \| \| Echinothrips americanus \| \| \| \| \| \| Echinothrips floridensis \| \| \| \| \| \| Echinothrips subflavus \| \| \| \| |
|              | Echinothrips americanus |
|              | |
|              | Echinothrips floridensis |
|              | |
|              | Echinothrips subflavus |
|              | |